# Different World (album Alana Walkera)
Different World – debiutancki album studyjny norweskiego producenta muzycznego Alana Walkera, wydany 14 grudnia 2018 roku przez Mer.
Album w Polsce osiągnął status potrójnej platynowej płyty.

## Lista utworów
Źródło: iTunes
| Nr  | Tytuł                                                                 | Długość |
| --- | --------------------------------------------------------------------- | ------- |
| 1.  | „Intro”                                                               | 4:20    |
| 2.  | „Lost Control” (& Sorana)                                             | 3:01    |
| 3.  | „I Don’t Wanna Go” (& Julie Bergan)                                   | 3:09    |
| 4.  | „Lily” (& K-391, Emelie Hollow)                                       | 3:52    |
| 5.  | „Lonely” (& Steve Aoki feat. Isak, Omar Noir)                         | 3:30    |
| 6.  | „Do It All for You” (& Trevor Guthrie)                                | 2:22    |
| 7.  | „Different World” (& K-391, Sofia Carson feat. Corsak)                | 3:14    |
| 8.  | „Interlude”                                                           | 3:21    |
| 9.  | „Sing Me to Sleep”                                                    | 2:45    |
| 10. | „All Falls Down” (& Noah Cyrus, Digital Farm Animals feat. Juliander) | 3:04    |
| 11. | „Darkside” (& Au/Ra, Tomine Harket)                                   | 3:04    |
| 12. | „Alone”                                                               | 2:39    |
| 13. | „Diamond Heart” (& Sophia Somajo)                                     | 3:42    |
| 14. | „Faded (Interlude)”                                                   | 2:52    |
| 15. | „Faded”                                                               | 2:56    |

## Pozycje na listach
| Państwo           | Lista (2018–2019)         | Najwyższa pozycja |
| ----------------- | ------------------------- | ----------------- |
| Finlandia         | Top 50 Albums             | 1                 |
| Norwegia          | Top 40 Albums             | 1                 |
| Szwecja           | Top 60 Albums             | 15                |
| Szwajcaria        | Alben Top 100             | 15                |
| Holandia          | Album Top 100             | 29                |
| Polska            | OLiS                      | 31                |
| Niemcy            | Albums Top 100            | 39                |
| Austria           | Alben Top 75              | 59                |
| Kanada            | Billboard Canadian Albums | 83                |
| Belgia (Flandria) | Ultratop 200 Albums       | 91                |
| Belgia (Walonia)  | Ultratop 100 Albums       | 137               |